# Sozial Liberale Jugend
Die Sozial Liberale Jugend (SLJ) war eine Abspaltung des FDP-nahen Flügels der niedersächsischen Deutschen Jungdemokraten (DJD), der damaligen Jugendorganisation der FDP. Sie wurde im Jahr 1970 gegründet und vereinigte sich 1972 wieder mit den Jungdemokraten. Im Vorfeld der Gründung trat die Sozial Liberale Jugend unter dem Namen Radikaldemokratische Jugend auf.

## Geschichte

### Vorgeschichte
Im Zuge der Studentenbewegung kamen ab 1968 viele neue Mitglieder zu den Jungdemokraten und es wurden Grundsatzdiskussionen über die Ausrichtung des Verbandes geführt. Positionen reichten von reformistischen sozial-liberalen und radikaldemokratischen bis hin zu marxistisch-leninistischen Vorstellungen. Diese Diskussionen und gegenseitige Vorwürfe belasteten auch das Verhältnis des Verbandes mit der FDP.
Die Jungdemokraten hatten im Mai 1968 einen großen Erfolg erzielt mit der Ablösung des bisherigen nationalliberal eingestellten Landesvorsitzenden Carlo Graaf durch den 35-jährigen Rötger Groß. Nachdem jedoch die niedersächsischen Jungdemokraten mit dem Satz „Der Bundestag repräsentiert nicht das Volk“ für ihre Veranstaltungen zur Bundestagswahl 1969 geworben hatten, schloss die niedersächsische FDP den Landesvorsitzenden der Jungdemokraten, Peter Tempel, und andere Jungdemokraten, darunter den Wortführer der marxistisch-leninistisch orientierten Mitglieder, Christian Schwarzenholz, wegen „antiparlamentarischer Haltung“ aus der Partei aus.
Im Januar 1970 beendete die Partei per Vorstandsbeschluss auch die Zusammenarbeit den Jungdemokraten. Laut einem Bericht aus dem Magazin Der Spiegel soll dabei auch die Angst vor dem Wegfall von Spenden aus Wirtschaftsunternehmen eine Rolle gespielt haben. Parteikonforme junge Mitglieder der FDP zogen sich daraufhin aus den Jungdemokraten zurück, während gleichzeitig in großer Zahl marxistisch orientierte Jugendliche eintraten.
Auf der „Landesjugendtag“ genannten Delegiertenversammlung der niedersächsischen Jungdemokraten im September 1970 in Osterode am Harz kam es dann zum Konflikt zwischen sozial-liberal und radikaldemokratisch eingestellten Mitgliedern einerseits und marxistisch-leninistisch orientierten Mitgliedern anderseits. Zu diesem Zeitpunkt hatte auch das Schiedsgericht der Jungdemokraten den Ausschluss von Schwarzenholz beschlossen, aber der Ausschluss war noch nicht rechtskräftig.

Der reformistisch eingestellte und damit – im Vergleich – FDP-nahe Flügel erlitt dabei Niederlagen, die als dramatisch empfunden wurden. Unter anderem wurde ein Antrag 13 mit der Kernaussage
... dann müssen wir die Diktatur der Bourgeoisie zerschlagen und eine Gesellschaftsordnung schaffen, in der alleine jene bestimmen, die den gesellschaftlichen Reichtum schaffen.
angenommen und Christian Schwarzenholz zum stellvertretenden Vorsitzenden gewählt. Zum Vorsitzenden gewählt wurde Reimar Oltmanns als Kompromisskandidat.

### Radikaldemokratische Jugend
Unter dem Eindruck, dass der Verband hoffnungslos in die Hände von Marxisten-Leninisten gefallen war, verließen einige niedersächsische Kreisverbände daraufhin die Jungdemokraten und traten als Radikaldemokratische Jugend in Erscheinung. Bemühungen des DJD-Bundesvorsitzenden Heiner Bremer, die Spaltung zu verhindern, waren zuvor gescheitert. Der Landesvorsitzende Reimar Oltmanns legte hiernach sein Amt nieder und wechselte mit anderen Jungdemokraten in Niedersachsen zu den Jungsozialisten in der SPD. Landesvorsitzender der Jungdemokraten wurde damit formell Christian Schwarzenholz. Die niedersächsische FDP-Führungsgremien beendeten umgehend mit einem Unvereinbarkeitsbeschluss des FDP-Landesvorstandes die doppelte Mitgliedschaft zwischen Jungdemokraten und der FDP. Sie führte nun automatisch zum Parteiausschluss.

### Sozial Liberale Jugend
Die sich zuvor Radikaldemokratische Jugend nennende Gruppe gründete im November 1970 die Sozial Liberale Jugend. Landesvorsitzender wurde Karlheinz Reich. Die Sozial Liberale Jugend beschloss ein Grundsatzprogramm mit Namen Braunschweiger Manifest. Hierin grenzte sie sich von den niedersächsischen Jungdemokraten mit deren marxistisch-revolutionären Forderungen ab:
- liberaler Auffassung nach müsse „Demokratie Ziel des politischen Kampfes sein und auch Methode, soweit die herrschenden Rechtszustände Veränderungen mit demokratischen Kampfmitteln zulassen“,
- es sei Basisarbeit zu leisten und nicht „Kaderbildung“,
- „die für notwendig gehaltenen politischen Veränderungen“ könnten „sich nur nach ‚massenhafter Aufklärung‘ durch Reformen vollziehen“, nicht durch Revolution.

Das Verhältnis zur FDP wird durch folgendes Zitat aus dem Braunschweiger Manifest deutlich: „Die Transformation der F.D.P. wird allenfalls durch eine Umwandlung der Mitgliederstruktur geschehen, nicht durch umstürzende Parteitagsresolutionen.“
Die FDP brach sodann auch durch eine Satzungsänderung ihren Kontakt zu den Jungdemokraten ab und unterstützte die Sozial Liberale Jugend.

### Fusion SLJ / DJD
Bedeutung und Aktivität der Jungdemokraten nahm in der Folge deutlich ab. Gleichzeitig verließen die Antragsteller des Antrags 13 die Jungdemokraten. Beide Verbände bzw. die führenden Persönlichkeiten warben sodann bei der FDP um Anerkennung als (einziger) nahestehender Jugendverband, während die einfachen Mitglieder beider Verbände an der FDP eher uninteressiert waren.
Schließlich kam es auf Initiative der Kreisverbände Osnabrück und Göttingen der Jungdemokraten 1972 zur Wiedervereinigung beider Organisationen.